# Ctenoplusia guenei
Ctenoplusia guenei är en fjärilsart som beskrevs av Hans Daniel Johan Wallengren 1856. Ctenoplusia guenei ingår i släktet Ctenoplusia och familjen nattflyn. Inga underarter finns listade i Catalogue of Life.